# Młodzieżowe Mistrzostwa Polski w Lekkoatletyce 2009
26. Młodzieżowe Mistrzostwa Polski w Lekkoatletyce – zawody lekkoatletyczne dla sportowców do lat 23, które zostały rozegrane 29 i 30 sierpnia 2009 roku w Bielsku-Białej.

## Rezultaty

### Mężczyźni
| Konkurencja                | 1. miejsce                                                                            | Rezultat | 2. miejsce                                                                           | Rezultat | 3. miejsce                                                               | Rezultat |
| 100 m                      | Olaf Paruzel AZS-AWF Katowice                                                         | 10.2     | Kamil Kryński KS Podlasie Białystok                                                  | 10.3     | Patryk Ćwiek AZS-AWF Wrocław Artur Zaczek AZS Poznań                     | 10.4     |
| 200 m                      | Kamil Kryński Podlasie Białystok                                                      | 20,95    | Jakub Krzewina LIUKS Kruszwica                                                       | 21,13    | Patryk Ćwiek AZS-AWF Wrocław                                             | 21,36    |
| 400 m                      | Jakub Krzewina LIUKS Kruszwica                                                        | 46,66    | Marcin Sobiech MKS Polonia Warszawa                                                  | 46,72    | Rafał Omelko AZS-AWF Wrocław                                             | 47,42    |
| 800 m                      | Adam Kszczot RKS Łódź                                                                 | 1:46,03  | Artur Ostrowski Olimpia Poznań                                                       | 1:49,28  | Szymon Krawczyk PLKS Gwda Piła                                           | 1:49,43  |
| 1500 m                     | Artur Ostrowski Olimpia Poznań                                                        | 3:46,57  | Adam Kszczot RKS Łódź                                                                | 3:48,26  | Szymon Krawczyk PLKS Gwda Piła                                           | 3:48,98  |
| 5000 m                     | Łukasz Kujawski SKLA Sopot                                                            | 14:23,25 | Arkadiusz Ankiel WLKS Wrocław                                                        | 14:25,33 | Damian Kabat SL WKS Zawisza Bydgoszcz                                    | 14:26,69 |
| 10000 m                    | Kamil Kędzierski WKS Flota Gdynia                                                     | 30:29,14 | Maciej Muślewski WKS Grunwald Poznań                                                 | 30:32,82 | Damian Kabat SL WKS Zawisza Bydgoszcz                                    | 30:36,83 |
| Bieg przełajowy (ok. 6 km) | Łukasz Kujawski SKLA Sopot                                                            | 18:02    | Łukasz Oślizło AZS-AWF Katowice                                                      | 18:02    | Artur Olejarz ZLKL Zielona Góra                                          | 18:07    |
| 3000 m z przeszk.          | Krystian Zalewski UKS Barnim Goleniów                                                 | 8:58,88  | Artur Olejarz ZLKL Zielona Góra                                                      | 9:02,80  | Arkadiusz Ankiel WLKS Wrocław                                            | 9:06,00  |
| 110 m ppł                  | Dominik Bochenek SL WKS Zawisza Bydgoszcz                                             | 13,84    | Krzysztof Radziszewski KKL Kielce                                                    | 14,14    | Maciej Wojtkowski AZS-AWF Warszawa                                       | 14,38    |
| 400 m ppł                  | Jarosław Cichosz AZS-AWFiS Gdańsk                                                     | 50,97    | Grzegorz Sobiński MKLA Łęczyca                                                       | 51,33    | Radosław Czyż Wawel Kraków                                               | 51,39    |
| Sztafeta 4 × 100 m         | AZS-AWF Katowice Robert Goluch Stanisław Krzywiec Olaf Paruzel Michał Pietrzak        | 41,38    | AZS-AWF Warszawa Damian Ryński Hubert Staniszewski Maciej Wojtkowski Mateusz Wroński | 41,67    | AZS Poznań Jakub Adamski Arkadiusz Kapela Błażej Tyburski Artur Zaczek   | 41,74    |
| Sztafeta 4 × 400 m         | MKS Polonia Warszawa Tomasz Gileta Bartosz Kucharski Marcin Sobiech Marcin Strzelczyk | 3:12,06  | AZS-AWF Wrocław Tomasz Baranowski Patryk Ćwiek Paweł Olszewski Rafł Omelko           | 3:12,82  | WKS Wawel Kraków Adam Czerwiński Radosław Czyż Paweł Pieróg Damian Sobór | 3:12,82  |
| Chód na 20 km              | Dawid Wolski CWKS Resovia Rzeszów                                                     | 1:26:51  | Łukasz Nowak AZS Poznań                                                              | 1:27:05  | Dawid Tomala AZS-AWF Katowice                                            | 1:28:27  |
| Skok wzwyż                 | Konrad Owczarek AZS Politechnika Opolska Opole                                        | 2,14     | Artur Kargulewicz LLKS Osowa Sień                                                    | 2,11     | Piotr Śleboda GKS Olimpia Grudziądz                                      | 2,11     |
| Skok o tyczce              | Łukasz Michalski SL WKS Zawisza Bydgoszcz                                             | 5,40     | Mateusz Didenkow SKLA Sopot                                                          | 5,30     | Łukasz Jurga AZS-AWFiS Gdańsk Jarosław Herok AZS-AWF Kraków              | 4,90     |
| Skok w dal                 | Konrad Podgórski AZS-AWF Biała Podlaska                                               | 7,63     | Tomasz Dula KS Warszawianka                                                          | 7,52     | Cezary Bagiński OKLA StoraEnso Ostrołęka                                 | 7,26     |
| Trójskok                   | Karol Hoffmann MKS Aleksandrów Łódzki                                                 | 16,00    | Karol Kondraciuk AZS-AWF Kraków                                                      | 15,68    | Michał Lewandowski AZS AWF Wrocław                                       | 15,40    |
| Pchnięcie kulą             | Mateusz Mikos AZS-AWF Biała Podlaska                                                  | 17,85    | Łukasz Haratyk KS Sprint Bielsko-Biała                                               | 17,70    | Piotr Radziwon KS Podlasie Białystok                                     | 17,48    |
| Rzut dyskiem               | Robert Urbanek MKLA Łęczyca                                                           | 57,28    | Przemysław Czajkowski AZS-AWF Biała Podlaska                                         | 57,05    | Mateusz Miikos AZS-AWF Biała Podlaska                                    | 55,29    |
| Rzut młotem                | Paweł Fajdek Agros Zamość                                                             | 70,86    | Bartłomiej Molenda SL WKS Zawisza Bydgoszcz                                          | 67,09    | Wojciech Nowicki KS Podlasie Białystok                                   | 64,22    |
| Rzut oszczepem             | Piotr Frąckiewicz ZLKL Zielona Góra                                                   | 76,30    | Paweł Roziński SKLA Słupsk                                                           | 74,33    | Paweł Rakoczy AZS-AWFiS Gdańsk                                           | 72,11    |
| Dziesięciobój              | Jacek Nabożny AZS-AWF Wrocław                                                         | 7195 pkt | Szymon Czapiewski SL WKS Zawisza Bydgoszcz                                           | 7156 pkt | Dawid Pyra AZS-AWF Wrocław                                               | 7112 pkt |

### Kobiety
| Konkurencja                | 1. miejsce                                                                             | Rezultat | 2. miejsce                                                                                    | Rezultat | 3. miejsce                                                                     | Rezultat |
| 100 m                      | Agnieszka Ceglarek TS Olimpia Poznań                                                   | 11,85    | Milena Pędziwiatr AZS-AWF Wrocław                                                             | 11,92    | Monika Szczęsna RLTL ZTE Radom                                                 | 12,00    |
| 200 m                      | Milena Pędziwiatr AZS-AWF Wrocław                                                      | 23,94    | Agata Bednarek AZS Łódź                                                                       | 24,03    | Monika Szczęsna RLTL ZTE Radom                                                 | 24,45    |
| 400 m                      | Agata Bednarek AZS Łódź                                                                | 53,55    | Tina Polak AZS-AWF Katowice                                                                   | 54,43    | Iga Baumgart BKS Bydgoszcz                                                     | 54,97    |
| 800 m                      | Angelika Cichocka ULKS Talex Borzytuchom                                               | 2:03,87  | Agnieszka Miernik WLKS Wrocław                                                                | 2:05,59  | Danuta Urbanik KKS Victoria Stalowa Wola                                       | 2:07,43  |
| 1500 m                     | Angelika Cichocka ULKS Talex Borzytuchom                                               | 4:25,31  | Agnieszka Miernik WLKS Wrocław                                                                | 4:25,96  | Sandra Michalak MKS-MOS Płomień Sosnowiec                                      | 4:27,16  |
| 5000 m                     | Angelika Przygódzka AZS-UWM Olsztyn                                                    | 16:49,98 | Anna Kordus TS Olimpia Poznań                                                                 | 16:51,03 | Aleksandra Centkowska LKS VECTRA-DGS Włocławek                                 | 16:53,07 |
| 10000 m                    | Aleksandra Centkowska LKS VECTRA-DGS Włocławek                                         | 36:08,51 | Anna Kordus TS Olimpia Poznań                                                                 | 36:11,92 | Eliza Gawryluk AZS-UWM Olsztyn                                                 | 36:15,83 |
| Bieg przełajowy (ok. 4 km) | Katarzyna Guz Żak Biała Podlaska                                                       | 13:46    | Anna Wojtulewicz Podlasie Białystok                                                           | 13:47    | Izabela Trzaskalska AZS UMCS Lublin                                            | 13:57    |
| 3000 m z przeszkodami      | Anna Wojtulewicz KS Podlasie Białystok                                                 | 10:22,56 | Angelika Przygódzka AZS-UWM Olsztyn                                                           | 10:29,12 | Aleksandra Centkowska LKS VECTRA-DGS Włocławek                                 | 10:39,79 |
| 100 m ppł                  | Justyna Rybak Orzeł Warszawa                                                           | 13,77    | Marzena Kościelniak TS Olimpia Poznań                                                         | 13,96    | Katarzyna Świostek AZS-AWF Warszawa                                            | 14,53    |
| 400 m ppł                  | Tina Polak AZS-AWF Katowice                                                            | 57,18    | Katarzyna Janecka AZS-AWF Kraków                                                              | 58,95    | Marzena Kościelniak TS Olimpia Poznań                                          | 59,64    |
| Sztafeta 4 × 100 m         | AZS-AWF Wrocław Martyna Świerczyk Weronika Wedler Milena Pędziwiatr Katarzyna Szuba    | 45,43    | AZS-AWFiS Gdańsk Paulina Surowiec Paulina Klawiter Marta Odrzywołek Karolina Fiszer           | 46,36    | AZS-AWF Katowice Agnieszka Gdulska Tina Polak Martyna Książek Jolanta Handzlik | 47,99    |
| Sztafeta 4 × 400 m         | AZS-AWF Wrocław Monika Głuchowska Katarzyna Szuba Aleksandra Szyrwiel Joanna Trawińska | 3:48,02  | AZS-AWF Warszawa Barbara Blicharska Gabriela Blicharska Paulina Korzeniecka Izabela Zaniewska | 3:50,74  | AZS Łódź Agata Bednarek Magdalena Chałas Dagmara Sygdziak Agata Tomczyk        | 3:51,68  |
| Chód na 10 km              | Agnieszka Szwarnóg AZS-AWF Kraków                                                      | 49:24    | Katarzyna Golba AZS-AWF Kraków                                                                | 50:03    | Lucyna Chruściel AZS-AWF Kraków                                                | 50:27    |
| Skok wzwyż                 | Magdalena Ogrodnik WKS Śląsk Wrocław                                                   | 1,78     | Urszula Domel AZS AWF Wrocław                                                                 | 1,78     | Justyna Kasprzycka AZS AWF Wrocław                                             | 1,78     |
| Skok o tyczce              | Karmen Bunikowska AZS-AWFiS Gdańsk                                                     | 4,00     | Olga Frąckowiak AZS-AWFiS Gdańsk                                                              | 4,00     | Joanna Michalska SL WKS Zawisza Bydgoszcz                                      | 3,90     |
| Skok w dal                 | Małgorzata Reszka SL WKS Zawisza Bydgoszcz                                             | 6,16     | Agnieszka Cichowlas UKS Orkan Środa                                                           | 5,82     | Monika Olkiewicz AZS-AWF Gorzów Wielkopolski                                   | 5,80     |
| Trójskok                   | Katarzyna Płonka AZS-AWF Kraków                                                        | 12,97    | Agnieszka Rudnik BKS Bydgoszcz                                                                | 12,85    | Anna Zych AZS-AWF Gorzów Wielkopolski                                          | 12,84    |
| Pchnięcie kulą             | Agnieszka Dudzińska AZS-AWF Biała Podlaska                                             | 15,00    | Agnieszka Maluśkiewicz AZS Poznań                                                             | 14,75    | Oksana Kot SKLA Sopot                                                          | 14,50    |
| Rzut dyskiem               | Marta Jaworowska AZS-AWF Warszawa                                                      | 48,32    | Dominika Jakuła MKS Aleksandrów Łódzki                                                        | 47,62    | Oksana Kot SKLA Sopot                                                          | 44,89    |
| Rzut młotem                | Joanna Fiodorow LŁKS Prefbet Śniadowo Łomża                                            | 59,98    | Alicja Filipkowska AZS-AWF Poznań                                                             | 56,80    | Zofia Pietrzak AZS UMCS Lublin                                                 | 53,53    |
| Rzut oszczepem             | Agnieszka Lewandowska AZS-AWFiS Gdańsk                                                 | 48,80    | Urszula Kuncewicz SKLA Sopot                                                                  | 48,37    | Iwona Majewska MKS Start Lublin                                                | 43,33    |
| Siedmiobój                 | Zuzanna Leszczyńska AZS-AWFiS Gdańsk                                                   | 4349 pkt | Alicja Sakowicz AZS-AWF Warszawa                                                              | 4181 pkt | Sandra Cichosz AZS-AWF Warszawa                                                | 3837 pkt |